# Verizon Wireless
Verizon Wireless — коммерческое обозначение компании Cellco Partnership, одного из крупнейших по количеству абонентов операторов сотовой связи в США. По состоянию на второй квартал 2015 года, размер абонентской базы компании составлял 135,4 млн клиентов, а зона покрытия являлась самой широкой на рынке сотовой связи США.

## История
Компания Cellco Partnership (Verizon Wireless) была основана в 1999—2000 годах как совместное предприятие компаний Verizon Communications (тогда ещё Bell Atlantic) и Vodafone Group, с распределением долей в акционерном капитале 55 % и 45 % соответственно. В 2014 году Verizon Communications выкупила у Vodafone 45-процентную долю за 130 миллиардов долларов.
После реорганизации в 2019 году Verizon Communications подразделение сотовой связи, состоявшее из компании Verizon Wireless, было упразднено, его деятельность была разделена между подразделениями розничных и корпоративных клиентов.

## Деятельность
В 2014 году компания Cellco Partnership принесла 69 % выручки Verizon Communications.
Компания предоставляет услуги мобильной связи четвёртого (4G—LTE) поколения. Вместе с компаниями-партнёрами, имеет покрытие территории, на которой проживает 98 % населения США (309 млн человек). Также занимается продажей мобильных телефонов и модемов.
С сентября 2015 года компания изменила свой логотип и слоган: он стал «Better Matters» (лучше — имеет значение). Прежний слоган компании — «Never Settle» (Никогда не останавливайся).